# Sep Vanmarcke
Sep Vanmarcke (* 28. Juli 1988 in Kortrijk) ist ein ehemaliger belgischer Radrennfahrer.

## Sportliche Laufbahn
Sep Vanmarcke wurde 2007 Dritter bei der U23-Austragung der Ronde van Vlaanderen hinter dem Sieger Aleksandr Pliuşkin aus Moldawien.
2008 bis 2009 fuhr er für das belgische Continental Team Jong Vlaanderen-Bauknecht. In seinem ersten Jahr dort gewann er eine Etappe bei der Ronde van Vlaams-Brabant. Im Jahr darauf gewann er die Challenge de Hesbaye und eine Etappe bei der Tour du Haut Anjou. 2009 fuhr auch sein älterer Bruder Ken Vanmarcke für die Mannschaft Jong Vlaanderen-Bauknecht.
Für Aufsehen sorgte Vanmarcke beim Frühjahresklassiker Paris–Roubaix 2013, als er als einziger Fahrer dem zu diesem Zeitpunkt zweimaligen Sieger des Rennens Fabian Cancellara bis zum Zielstrich folgen konnte, im Velodrom von Roubaix jedoch im Sprint von diesem auf den zweiten Platz verwiesen wurde.
Im Frühjahr 2014 konnte Vanmarcke mit einem dritten Platz bei der Flandern-Rundfahrt und Rang vier in Roubaix an diese Leistung anknüpfen. Im September gewann er eine Etappe der Tour of Alberta. Diesen Tageserfolg widmete Vanmarcke dem nur wenige Tage zuvor verstorbenen belgischem Junioren-Weltmeister Igor Decraene.
Im Jahr 2016 belegte Vanmarcke wie schon 2014 Platz drei der Flandern-Rundfahrt und Platz vier bei Paris-Roubaix.
Zur Saison 2017 wechselte er zur US-amerikanischen Mannschaft Cannondale-Drapac, dem späteren Team EF Pro Cycling.  Er gewann 2019 das UCI-WorldTour-Rennen Bretagne Classic aus einer dreiköpfigen Spitzengruppe heraus.
Am 7. Juli 2023 gab Vanmarcke – aufgrund von Herzrhythmusstörungen – sein sofortiges Karriere-Ende als Radprofi bekannt.

## Erfolge
2009
- eine Etappe Tour du Haut Anjou

2012
- Omloop Het Nieuwsblad

2013
- GP Impanis

2014
- eine Etappe Tour of Norway
- eine Etappe Tour of Alberta

2016

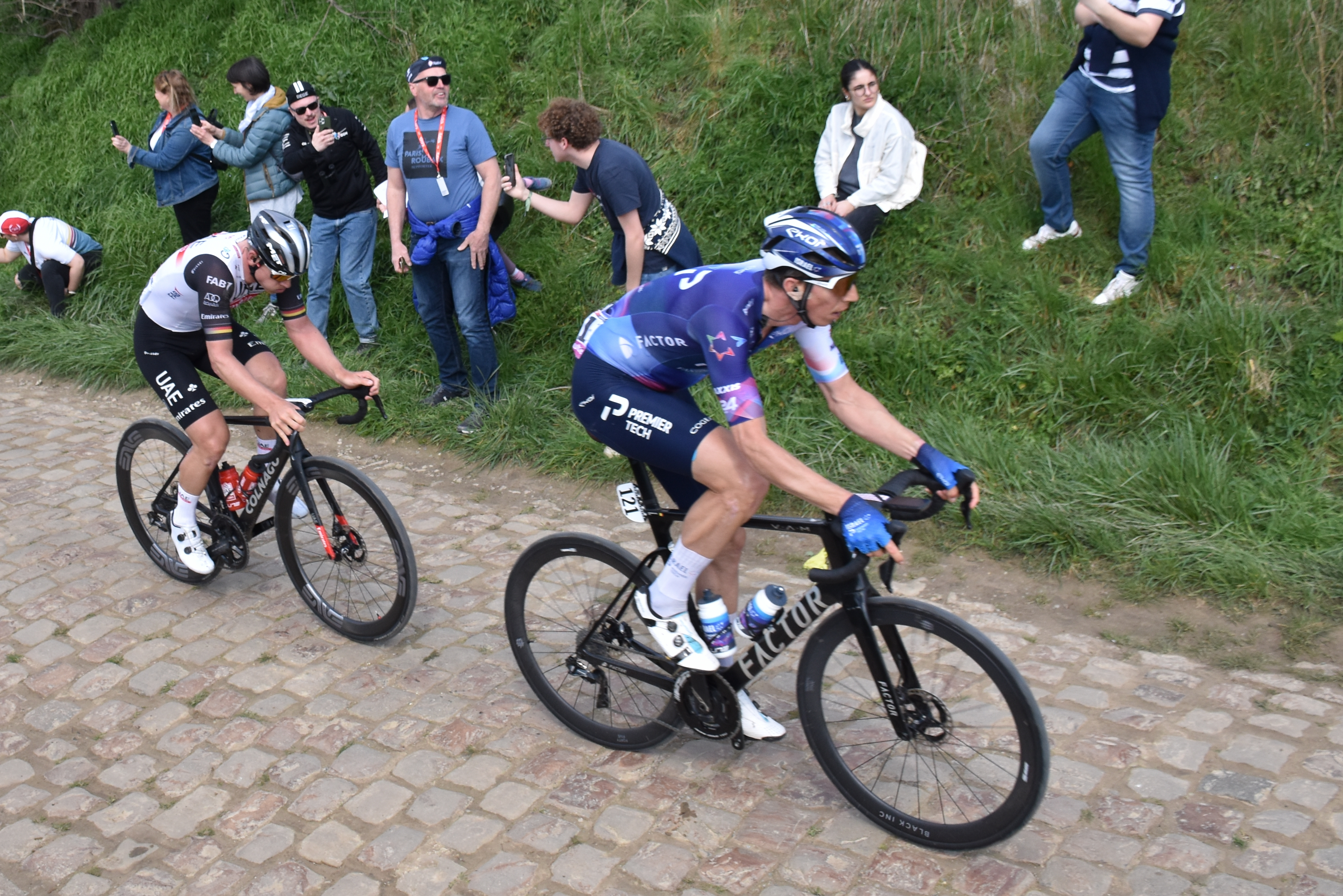
Vanmarcke bei Paris-Roubaix 2023

- Gesamtwertung und eine Etappe Ster ZLM Toer

2017
- Punktewertung Österreich-Rundfahrt

2019
- eine Etappe Tour du Haut-Var
- Bretagne Classic – Ouest-France

## Wichtige Platzierungen
| Monument                 | 2010 | 2011 | 2012 | 2013 | 2014 | 2015 | 2016 | 2017 | 2018 | 2019 | 2020 | 2021 | 2022 | 2023 |
| ------------------------ | ---- | ---- | ---- | ---- | ---- | ---- | ---- | ---- | ---- | ---- | ---- | ---- | ---- | ---- |
| Mailand–Sanremo          | –    | –    | –    | –    | –    | –    | 24   | –    | –    | –    | –    | –    | –    | 46   |
| Flandern-Rundfahrt       | 61   | DNF  | 48   | 29   | 3    | 53   | 3    | DNF  | 13   | 25   | 17   | 5    | –    | 24   |
| Paris–Roubaix            | –    | 20   | 84   | 2    | 4    | 11   | 4    | –    | 6    | 4    | –    | 23   | –    | 16   |
| Lüttich–Bastogne–Lüttich | –    | –    | –    | –    | –    | –    | –    | –    | –    | –    | –    | –    | –    | –    |
| Lombardei-Rundfahrt      | –    | DNF  | –    | –    | –    | –    | –    | 61   | –    | 108  | –    | –    | –    | –    |

| Grand Tour            | 2010 | 2011 | 2012 | 2013 | 2014 | 2015 | 2016 | 2017 | 2018 | 2019 | 2020 | 2021 | 2022 | 2023 |
| --------------------- | ---- | ---- | ---- | ---- | ---- | ---- | ---- | ---- | ---- | ---- | ---- | ---- | ---- | ---- |
| Giro d’ItaliaGiro     | –    | –    | –    | –    | –    | –    | –    | –    | –    | –    | –    | –    | –    | –    |
| Tour de FranceTour    | –    | –    | –    | DNF  | 105  | 104  | 104  | –    | 115  | –    | –    | –    | –    | –    |
| Vuelta a EspañaVuelta | –    | 140  | –    | –    | –    | –    | –    | –    | –    | –    | –    | DNF  | –    | –    |